# Peter O’Toole
Peter O’Toole (Leeds, 1932. augusztus 2. – London, Anglia, 2013. december 14.) többszörös Golden Globe-díjas, BAFTA- és Primetime Emmy-díjas ír származású brit színész.
Az Amerikai Filmakadémia 2003-ban Életműdíjjal tüntette ki. Az 1962-ben készült Arábiai Lawrence című film főszerepe tette híressé, de több mint ötvenéves pályafutása alatt változatos szerepek tucatjaiban tűnt fel.

## A korai évek
Édesapja bukméker volt, aki fiát a futball mérkőzésekre is kivitte magával, így Peter eleinte sportújságíró akart lenni, de később mégis a színészet mellett döntött. Pályafutása a bristoli Old Vicben kezdődött, ahol John Osborne Nézz vissza haraggal! című drámájában alakította Jimmy Portert (1957), majd Hamletet játszotta (1958). 1959-ben elnyerte az év legjobb színésze címet. 1960-tól a Stratford-on-Avon-i Shakespeare Memorial Theater Companyben ívelt fel pályája, ahol Shylockot (A velencei kalmár), Petrucchiót (A makrancos hölgy) és Thersitest (Troilus és Cressida) játszotta.

## Pályafutása
Első filmszerepe A Vörös Pimpernel történetének egyik filmfeldolgozásában, a The Adventures of the Scarlet Pimpernel című tévésorozat egyik részében volt, 1956-ban, ahol zsoldoskatonát alakított. Ezt több szerep követte, közülük kiemelhető A nap, amikor kirabolták az Angol Bankot, amelyben Fitch kapitányt játszotta. Harmincévesen, a filmművészet egyik csúcsának tartott Arábiai Lawrence (1962) főszerepével lett világhírű filmszínész. Két évvel később – Richard Burtonnel együtt – ismét Oscar-díjra jelölték a Becketben nyújtott alakításáért. Eleinte főleg brit produkciókban játszott, majd egyre gyakrabban vállalt filmszerepeket a tengerentúlon is, ám tudatosan távol maradt a hollywoodi sztárvilágtól. A Hogyan kell egymilliót lopni? (1966) című bűnügyi vígjátékban Audrey Hepburn partnere, a A tábornokok éjszakájában (1967) egy náci főtisztet formál meg. 1968-ban Az oroszlán télen című történelmi filmben másodszor alakítja II. Henriket, Katharine Hepburn oldalán, az ifjú Anthony Hopkins mellett.
A hetvenes években O'Toole alkoholizmusa miatt hullámvölgybe került. Egy jelentősebb filmje, A felső tízezer mellett említést érdemel a szintén 1972-ben készült, Golden Globe-jelölést hozó La Mancha lovagja című filmmusical. Ezután, az évtized végéig csak kevésbé színvonalas filmekben tűnt fel, többek közt a botrányos Caligulában, Tiberiusként, ahol az alkotó gyakran élt ellene panasszal folytonos ivászatai miatt.
A nyolcvanas évekre visszanyerte életkedvét és erejét. Emmy-díjra jelölték a Masada (1981) című tévésorozatban nyújtott alakításáért. Gyakran szerepelt az angol és az amerikai közszolgálati televízióban. 1981-ben A kaszkadőr című amerikai thrillerben egy gátlástalan filmrendezőt játszik. Ezért a filmjéért már hatodik Oscar-jelölését kapta, ám végül mégsem ő kapta meg. A Legkedvesebb évem (1983) című vígjátékban is emlékezetes alakítást nyújtott. A következő években nem talált számára megfelelő filmeket, sőt egy-két bukott produkcióban is feltűnt. 1987-ben Bernardo Bertolucci nagyszabású filmeposzában, Az utolsó császárban azonban ismét megcsillantotta színészi tehetségét. A kilencvenes években megjelentette háromkötetesre szánt önéletrajzának első két részét, a harmadikat későbbre tervezte. Ezekben az években egyre többször tűnt fel amerikai filmekben, ám ezek egyike sem aratott átütő sikert. 1999-ben a Szent Johanna című tévéfilmért, elnyeri a legjobb mellékszereplőnek járó Emmy-díjat.
2003-ban – attól tartva, hogy ezzel beismeri és megpecsételi karrierje végét – először visszautasította a tiszteletbeli Oscart, aztán mégis elfogadta, és 2004-ben ismét szerepet vállalt Hollywoodban a Trója című filmben, Priamoszként. (Némiképp hasonló szerepben – mint öreg király – később a Csillagporban is feltűnt.) 2007-ben nyolcadik Oscar-jelölését is elnyerte, a Vénusz című film főszerepéért. Az utóbbi időben inkább hazájában forgatott, leginkább brit televíziós filmekben.
Házasságából és élettársi kapcsolatából három gyermeke született.
81 éves korában 2013. december 14-én hunyt el, hosszantartó betegség következtében, a londoni Wellington Kórházban.

## Filmszerepei

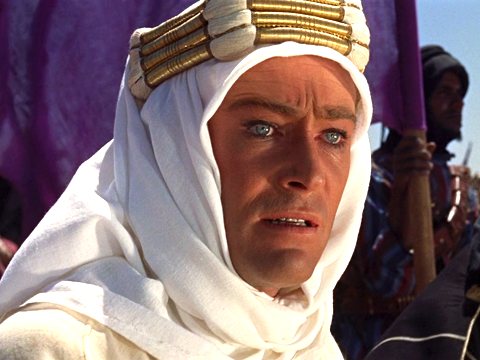
Arábiai Lawrence (1962)

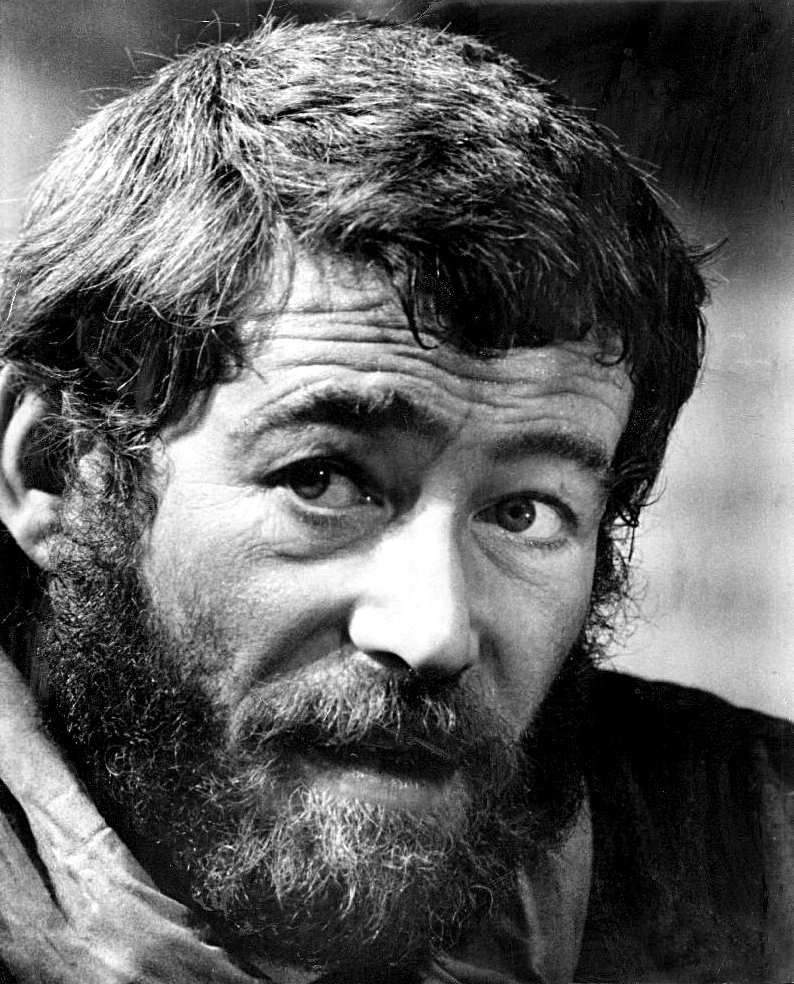
II. Henrik szerepében Az oroszlán télen című filmben (1968)

- 1960 – A nap, amikor kirabolták az Angol Bankot – Fitch kapitány
- 1962 – Arábiai Lawrence – T. E. Lawrence
- 1964 – Becket – II. Henrik
- 1965 – Mi újság, cicamica? – Michael James
- 1965 – Lord Jim – Lord Jim
- 1966 – A Biblia – Három angyal
- 1966 – Hogyan kell egymilliót lopni? – Simon Dermott
- 1967 – Casino Royale – Scotch Piper
- 1967 – Tábornokok éjszakája – Tanz tábornok
- 1968 – Az oroszlán télen – II. Henrik
- 1968 – Nagy Katalin – Charles Edstaston
- 1969 – Viszlát, Mr. Chips! – Arthur Chipping
- 1970 – Falusi tánc – Sir Charles Ferguson
- 1971 – Murphy háborúja – Murphy
- 1972 – A felső tízezer – Jack Arnold Alexander Tancred Gurney
- 1972 – La Mancha lovagja – Don Quixote de La Mancha / Miguel de Cervantes / Alonso Quijana
- 1973 – A mi erdőnk alján – Cat kapitány
- 1975 – Rózsabimbó – Larry Martin
- 1976 – Robinson Crusoe – Robinson Crusoe
- 1979 – Caligula – Tiberius Caesar
- 1980 – A kaszkadőr – Eli Cross
- 1980 – Masada (TV film) – Cornelius Flavius Silva
- 1982 – Legkedvesebb évem  – Alan Swann
- 1983 – Állatfogó kommandó (TV film) – Anton Bosnyak
- 1983 – A baskerswillei kísértet (TV film) – színész
- 1984 – Kim (TV film) – Láma
- 1985 – Lombikfeleség – Dr. Harry Wolper
- 1986 – Éden klub – Anthony Cluyden Hayes kormányzó
- 1987 – Az utolsó császár – Reginald 'R. J.' Johnston
- 1988 – Pajzán kísértetek – Peter Plunkett
- 1990 – A hírnév szárnyán – Cesar Valentin
- 1991 – Ne folytassa, felség! – Sir Cedric Charles Willingham
- 1992 – Rebecca lányai – Lord Sarn
- 1995 – Gulliver utazásai – Lilliput császára
- 1995 – Ádáz küzdelem – Clarence
- 1997 – Az igazi tündérmese – Sir Arthur Conan Doyle
- 1998 – Fantomok – Dr. Timothy Flythe
- 1999 – Szent Johanna (TV film) – Cauchon püspök
- 1999 – Molokai – Az átok szigete – William Williamson
- 2002 – Kastélyrock – Lord Charles Foxley
- 2002 – A függöny legördül – J.J. Curtis
- 2003 – Augustus – Augustus Caesar
- 2003 – Hitler – A sátán felemelkedése (TV film) – Paul von Hindenburg
- 2004 – Trója – Priamosz király
- 2004 – Bright Young Things – Blount ezredes
- 2005 – Lassie – A Herceg
- 2005 – Casanova – idős Casanova
- 2006 – Vénusz – Maurice
- 2006 – Egy éjszaka a királlyal – Sámuel próféta
- 2007 – Tudorok (történelmi tv-sorozat) – III. Pál pápa
- 2007 – Csillagpor – Stormhold királya
- 2008 – Dean Spanley – színész
- 2008 – Karácsonyi fények - Glen Wesman
- 2009 – Iron Road (TV film) – Relic

## Díjak és jelölések
(zárójelben a jelölések száma)
Oscar-díj(8)
- 2003 díj: Életműdíj
- 2007 jelölés: legjobb férfi főszereplő – Vénusz (2006)
- 1983 jelölés: legjobb férfi főszereplő – Legkedvesebb évem (1982)
- 1981 jelölés: legjobb férfi főszereplő – A kaszkadőr (1980)
- 1973 jelölés: legjobb férfi főszereplő – A felső tízezer (1972)
- 1970 jelölés: legjobb férfi főszereplő – Viszlát, Mr. Chips! (1969)
- 1969 jelölés: legjobb férfi főszereplő – Az oroszlán télen (1968)
- 1965 jelölés: legjobb férfi főszereplő – Becket (1964)
- 1963 jelölés: legjobb férfi főszereplő – Arábiai Lawrence (1962)

Golden Globe-díj(10)
- 1970 díj: legjobb férfi főszereplő (musical/vígjáték) – Viszlát, Mr. Chips! (1969)
- 1969 díj: legjobb férfi főszereplő (filmdráma) – Az oroszlán télen (1968)
- 1965 díj: legjobb férfi főszereplő (filmdráma) – Becket (1964)
- 1963 díj:Az év férfi felfedezettje - Arábiai Lawrence (1962)
- 2007 jelölés: legjobb férfi főszereplő (filmdráma) – Vénusz (2006)
- 2000 jelölés: legjobb férfi mellékszereplő (televíziósorozat, televíziós minisorozat vagy tévéfilm) – Szent Johanna
- 1983 jelölés: legjobb férfi főszereplő (musical/vígjáték) – Legkedvesebb évem (1982)
- 1982 jelölés: legjobb férfi főszereplő (minisorozat vagy tévéfilm) – Masada (1981)
- 1981 jelölés: legjobb férfi főszereplő (filmdráma) – A kaszkadőr (1980)
- 1973 jelölés: legjobb férfi főszereplő (musical/vígjáték) – La Mancha lovagja (1972)
- 1963 jelölés: legjobb férfi főszereplő (filmdráma) – Arábiai Lawrence (1962)

BAFTA-díj(4)
- 1963 díj: legjobb brit színész – Arábiai Lawrence (1962)
- 2007 jelölés: legjobb férfi főszereplő – Vénusz (2006)
- 1989 jelölés: legjobb férfi mellékszereplő – Az utolsó császár (1987)
- 1965 jelölés: legjobb brit színész – Becket (1964)

Emmy-díj(3)
- 1999 díj: legjobb férfi mellékszereplő (televíziós minisorozat vagy tévéfilm) – Szent Johanna (1999)
- 2003 jelölés: legjobb férfi mellékszereplő (televíziós minisorozat vagy tévéfilm) – Hitler – A sátán felemelkedése (2003)
- 1981 jelölés: legjobb férfi főszereplő (televíziós minisorozat vagy tévéfilm) – Masada (1981)

David di Donatello-díj(4)
- 1988 díj: legjobb külföldi színész – Az utolsó császár (1987)
- 1970 díj: legjobb külföldi színész – Viszlát, Mr. Chips! (1969)
- 1967 díj: legjobb külföldi színész – Tábornokok éjszakája (1967)
- 1964 díj: legjobb külföldi színész – Arábiai Lawrence (1962)

Sant Jordi-díj(2)
- 1984 díj: Legjobb külföldi színész – Legkedvesebb évem (1982)
- 1965 díj: Legjobb külföldi színész – Becket (1964)

## Fordítás
- Ez a szócikk részben vagy egészben  a   Peter_O'Toole című angol Wikipédia-szócikk ezen változatának fordításán alapul.  Az eredeti cikk szerkesztőit annak laptörténete sorolja fel. Ez a jelzés csupán a megfogalmazás eredetét és a szerzői jogokat jelzi, nem szolgál a cikkben szereplő információk forrásmegjelöléseként.